# Dombeya ankaratrensis
Dombeya ankaratrensis är en malvaväxtart som beskrevs av Arenes. Dombeya ankaratrensis ingår i släktet Dombeya och familjen malvaväxter. Inga underarter finns listade i Catalogue of Life.